# Kristiina Drews
Kristiina Drews (Lappeenranta, 1952) és una traductora literària de l'anglès al finès. Fa trenta-cinc anys que tradueix ficció, tant d'autors britànics com americans, així com alguns africans i indis. Entre els més coneguts figuren Margaret Atwood, Michael Cunningham, William Faulkner, Julian Barnes, Vladimir Nabokov, Joyce Carol Oates, Harper Lee i Nadine Gordimer. També ha traduït diversos musicals amb la seva col·lega Jukka Virtanen, com ara Els miserables, West Side Story, Saturday Night Fever i Miss Saigon.Per la seva feina ha estat distingida amb diversos premis, com ara el Premi Nacional Finès de Traducció el 1989, el Premi Mikael Agricola de Traducció el 1998, així com un bon nombre de beques al llarg de la seva carrera.